# Three Rivers District
Three Rivers District (Tre floder) är ett distrikt (motsvarande kommun) strax norr om London i grevskapet Hertfordshire i England, Storbritannien. Distriktet har 94 123 invånare (2022).  Distriktet har fått sitt namn från dess tre vattendrag Chess, Gade och Colne.
Större orter är Chorleywood och Rickmansworth. Distriktet är indelat i sex civil parishes, förutom två mindre områden som inte ingår i någon civil parish.